# Seattle Sounders 1974
Questa pagina raccoglie i dati riguardanti i Seattle Sounders nelle competizioni ufficiali della stagione 1974.

## Stagione
La neonata franchigia dei Sounders venne affidata all'inglese naturalizzato statunitense John Best, al suo primo incarico come allenatore. La rosa era formata da una nutrita colonia britannica. La squadra fallì di un soffio l'accesso ai play off per il titolo, giungendo al terzo posto della Western Division.

## Organigramma societario
Area direttiva
- General Manager: Jack Daley
- Managing General Partner: Walt Daggatt
- Public Realtions Director: Hal Childs

Area tecnica
- Allenatore: John Best
- Trainer: Jack Curran

## Rosa
| N. |                        | Ruolo | Calciatore        |
| -- | ---------------------- | ----- | ----------------- |
| 1  | Inghilterra (bandiera) | P     | Barry Watling     |
| 3  | Stati Uniti (bandiera) | D     | David D'Errico    |
| 4  | Scozia (bandiera)      | C     | Willie Penman     |
| 5  | Inghilterra (bandiera) | C     | Phil Trenter      |
| 6  | Scozia (bandiera)      | D     | Jimmy Gabriel     |
| 7  | Inghilterra (bandiera) | C     | Roy Sinclair      |
| 8  | Inghilterra (bandiera) | A     | Dave Butler       |
| 9  | Uruguay (bandiera)     | A     | Cirilio Fernandez |
| 10 | Paesi Bassi (bandiera) | C     | Hank Liotart      |
| 11 | Stati Uniti (bandiera) | A     | Roger Goldingay   |
| 12 | Inghilterra (bandiera) | D     | Alan Stephens     |

| N. |                        | Ruolo | Calciatore         |
| -- | ---------------------- | ----- | ------------------ |
| 14 | Inghilterra (bandiera) | D     | Bobby Cram         |
| 15 | Stati Uniti (bandiera) | A     | Chris Bartels      |
| 15 | Inghilterra (bandiera) | D     | Bernie Fagan       |
| 16 | Inghilterra (bandiera) | D     | Adrian Webster     |
| 17 | Scozia (bandiera)      | D     | Dave Gillett       |
| 18 | Inghilterra (bandiera) | A     | John Rowlands      |
| 19 | Paesi Bassi (bandiera) | A     | Tjeert van 't Land |
| 20 | Stati Uniti (bandiera) | A     | Otey Cannon        |
| 22 | Stati Uniti (bandiera) | P     | Ballan Campeau     |
| 22 | Canada (bandiera)      | P     | Dave Landry        |